# Sveti Nikole
Sveti Nikole (wat Sint Nicolaas betekent) is een stad in Noord-Macedonië. Het is de zetel van de gemeente Sveti Nikole en een centrum van een vlakte genaamd Ovče Pole (Schapenvlakte), beroemd om de schapenhouderij, lamsvlees en zuivelproducten van allerlei soorten.
Volgens de legende is de stad vernoemd naar de kerk van Sint Nicolaas (Sveti Nikola), gebouwd in het begin van de 14e eeuw. Naar verluidt was deze kerk in zijn tijd de grootste van alle 42 kerken in dit gebied.
Er zijn veel archeologische vindplaatsen in de gemeente Sveti Nikole uit alle eeuwen in het verleden. Tot de afgelegen dorpen van Sveti Nikole behoren Amzabegovo, met zijn nauwelijks opgegraven archeologische vindplaats, en Burilovci, beroemd om de prachtige fresco's die de eigen kerk van Sint Nicolaas sieren.

## Demografie
Volgens de volkstelling van 2002 telde de plaats in totaal 13.746 inwoners. Etnische groepen in de plaats zijn:
Macedoniërs 13.367
Turken 80
Serviërs 52
Roma 72
Aromaniërs 149
Overigen 25

## Sport
De plaatselijke voetbalclub FK Ovče Pole speelt in de Macedonische Derde Liga (Zuidoostelijke Divisie).

## Geboren
- Kiril Lazarov (1980), Macedonisch handballer
- Lazar Koliševski (1914-2000) - Macedonisch politicus, eerste minister en president.

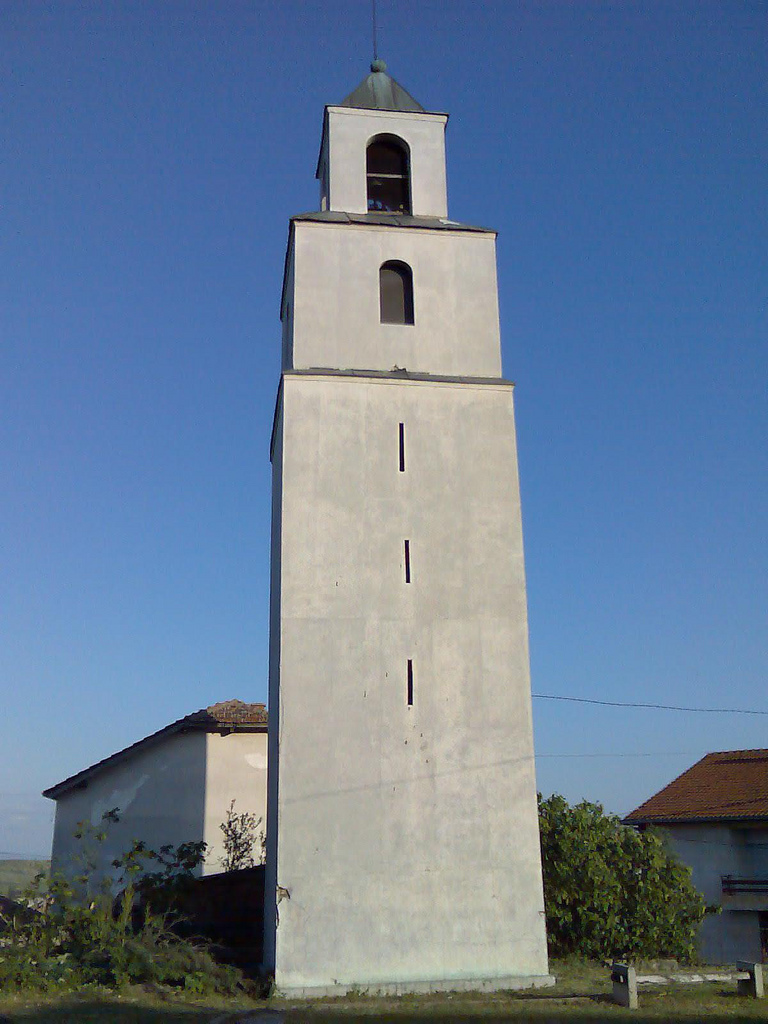
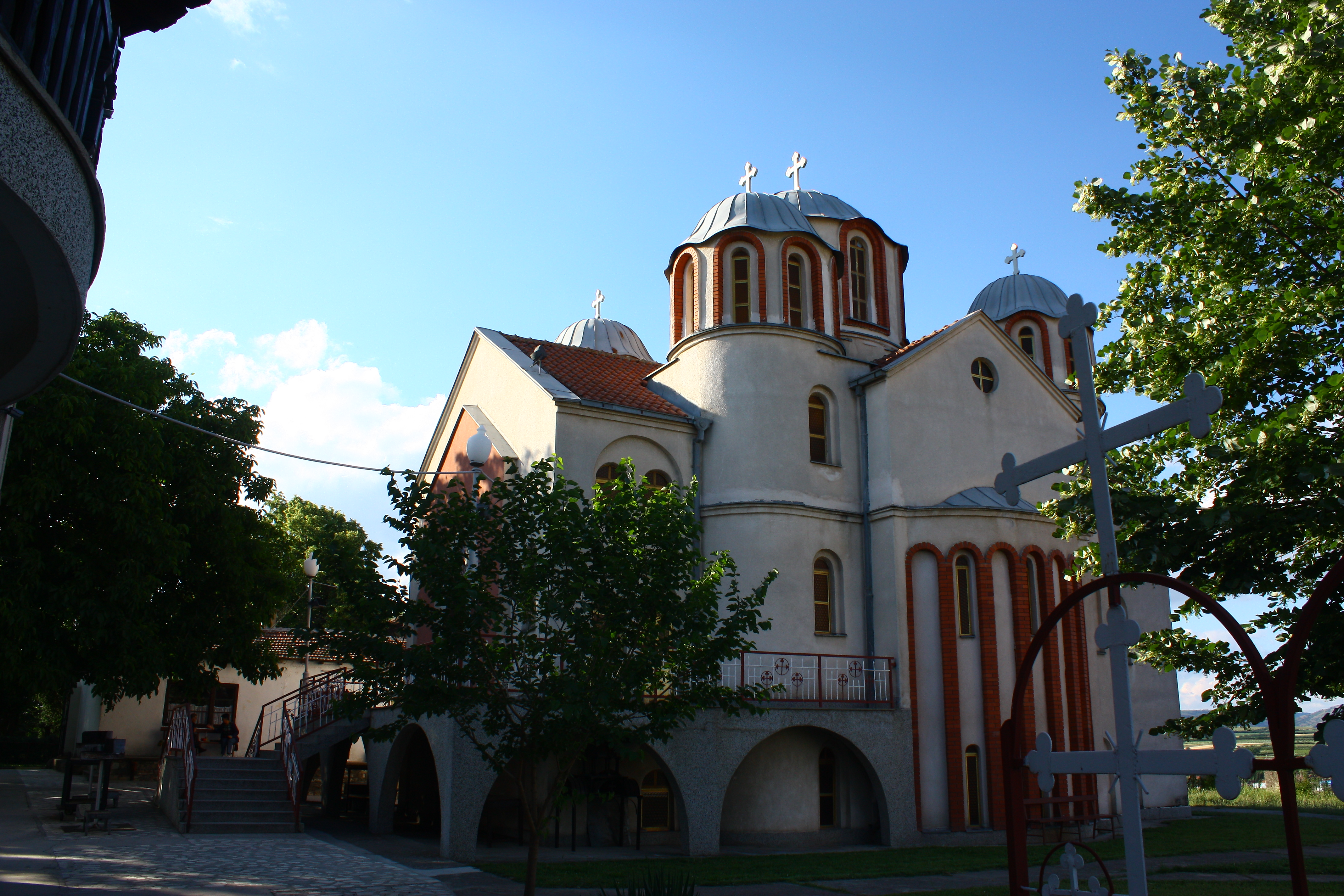
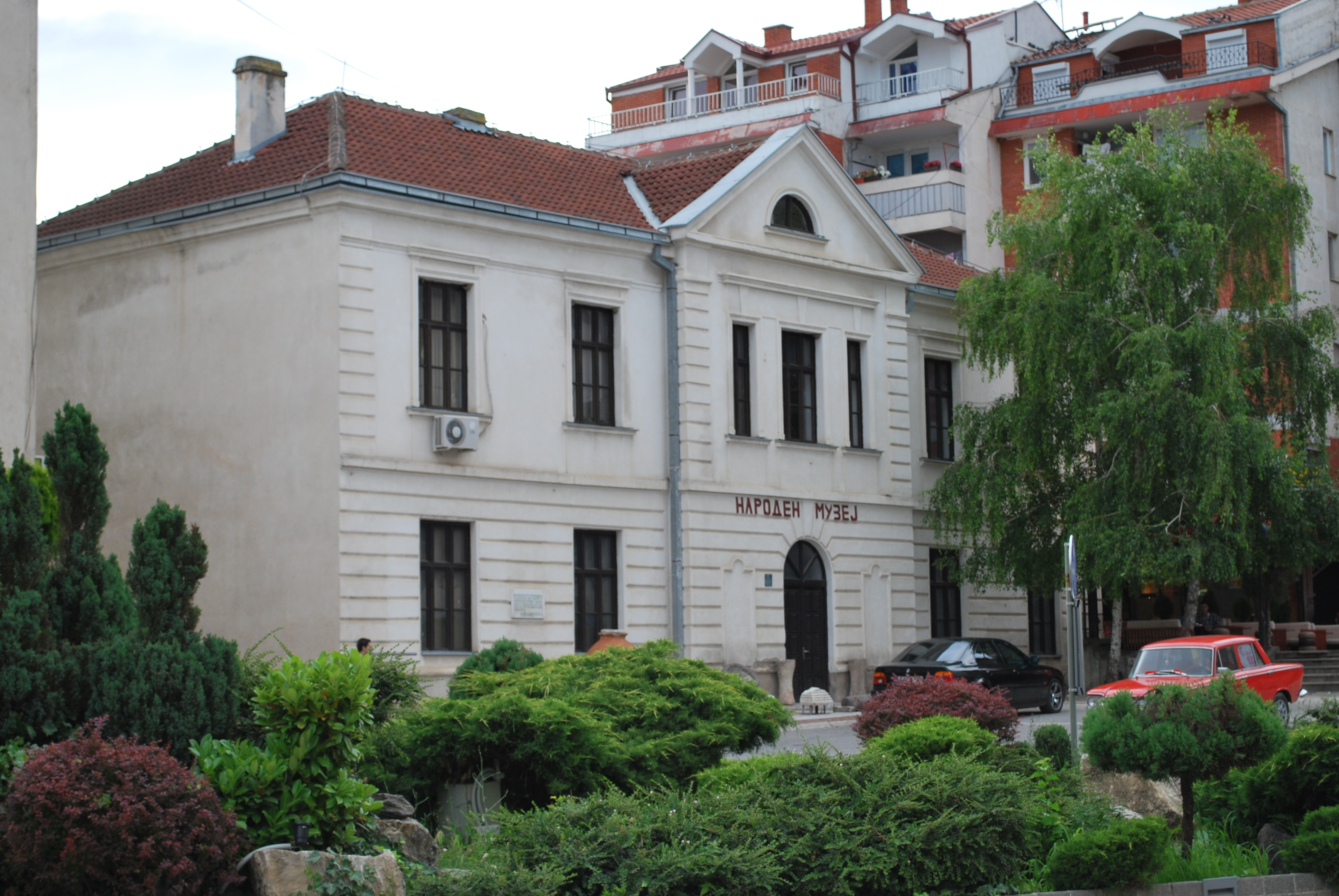